# حوليات دوبروفنيك
حوليات دوبروفنيك Dubrovnik Annals هي مجلة أكاديمية سنوية محكمة  تأسست في عام 1997. وتغطي جميع جوانب تاريخ وثقافة دوبروفنيك وجمهورية راغوزا.
وينشرها معهد العلوم التاريخية التابع للأكاديمية الكرواتية للعلوم والفنون   ورئيس التحرير هو فلاديمير ستيبيتش. وتقدم الحوليات سنويًا في مؤتمر في جو احتفالي.  

## روابط خارجية
- الموقع الرسمي